# Историја међународног кривичног права
О зачецима међународног кривичног права се може говорити још у античком Риму. На неке елементе међународног кривичног права наилази се и у средњовековном праву. Међутим, о развијенијем међународном кривичном праву може се говорити тек у новије доба, тачније у 19. и 20. веку.

## Међународно кривично право пре Другог светског рата
У овом периоду међународно кривично право налазило се у настајању. Оно се састојало из дела међународног уговорног и обичајног права који се односио на пиратство, ропство, регулисање оружаних сукоба укључујући и ставове релативно малог броја теоретичара који су се бавили том проблематиком.
Међународноправни уговори који се закључују у другој половини 19. и почетком 20. века, а то су:
- Париска декларација из 1856. године
- Женевска декларација из 1864. године
- Петроградска декларација из 1868. године
- Хашка конвенција из 1899. године
- Хашка конвенција из 1907. године

као и обичајноправне норме формиране у то време односиле су се на државе и нису обавезивале појединце. Став да појединца може бити субјекат међународног права није био прихваћен у то време, а представљао је услов за развој међународног кривичног права. Први пут је признавање појединца као субјекта међународног права учињено у Версајском мировном уговору, у чијем је члану 227. било предвиђено да се немачки цар Вилхелм II ставља под јавну оптужбу:
... због најтеже повреде међународног моралног закона и светости уговорних обавеза.
Било је предвиђено да му суди међусавезнички а не национални суд, што би био први пример међународног ад хок кривичног суда. До суђења никада није дошло услед одбијања Холандије да изручи Вилхелма II, али значај ове одредбе као прекретнице остаје. Индивидуална одговорност данас је неспорни темељ међународног кривичног права.

## Нирнбершки процес и друга суђења
Велики, ако не и пресудни значај за развој међународног кривичног права имао је Нирнбершки процес. Томе је претходио споразум У Лондону, чији је саставни део и Статут трибунала који је судио у Нирнбергу. Тај статут иако са прилично рудиментарним одредбама извршио је велики утицај на даљи развој јер је у члану 6 предвиђао суђење за следећа кривична дела:
- злочини против мира,
- ратни злочини и
- злочини против човечности

Иако је у нормама које су регулисале ове злочине било недостатака (недовољно разграничавање и остављање могућности да се и друге, ненаведене радње сматрају радњама извршења) а нису биле предвиђене ни санкције, овај Статут био је још једна прекретница у развоју, као и уосталом читаво суђење и пресуда. Потврда одредаба Статута и пресуде у Нирнбергу било је и усвајање Нирнбершких принципа од Комисије за међународно право УН 1950. године.
Друга суђења од значаја, пре свега због усмерености на међународна кривична дела била су и она пред Токијским трибуналом, накнадна суђења у Нирнбергу, суђења за Аушвиц, у Хабаровску, Финској, Румунији и друга.

## Развој после Другог светског рата
Поред Нирнбершких принципа, даљи развој текао је путем усвајања међународних конвенција којима су установљена одређена међународна кривична дела (како у ужем тако и у ширем смислу). Од најважнијих се издвајају:
- Конвенција о спречавању и кажњавању злочина геноцида из 1948. године
- Женевске конвенције из 1949. године са два допунска протокола 1977. године
- Конвенција за заштиту културних добара у случају оружаног сукоба из 1954. године
- Конвенција о укидању свих облика расне дискриминације из 1965. године
- Конвенција о спречавању и кажњавању кривичних дела против лица под међународном заштитом укључујући дипломатске агенте из 1973. године
- Европска конвенција о кажњавању тероризма из 1977. године
- Конвенција о забрани развоја, производње, складиштења и употребе хемијског оружја и њиховом уништавању из 1993. године

Ипак, оно што карактерише све конвенције је одсуство регулисања општег дела међународног кривичног права.

## Римски статут и Међународни кривични суд
Посебно место у развоју и улазак међународног кривичног права у нову фазу означава усвајање Римског статута 1998. године, као и његово ступање на снагу 1. јула 2002. године (пошто га је ратификовало 60 земаља потписница). Овим Статутом предвиђен је низ института општег дела и тако је употпуњена материја међународног кривичног права, иако на донекле контроверзан начин

## Резолуције и декларације УН
Одређени значај у развоју међународног кривичног права имају и резолуције и декларације Генералне скупштине УН, као што је на пример Резолуција 3314 из 1974. године којом је одређен појам агресије.
Неспоран значај за међународно кривично право имају и резолуције Савета безбедности УН којима су основани ад хок трибунали за бившу Југославију (Резолуција 827 од 25. маја 1993) и Руанду (Резолуција 955 од 8. новембра 1994), иако расправе о правној природи и легалности ових аката и даље трају.